# Neuirland
Neuirland (englisch New Ireland), deutsch ehemals Neumecklenburg, ist eine etwa 8.650 km² große Insel im Bismarck-Archipel in Papua-Neuguinea, auf der rund 110.000 Menschen leben. Sie gehört zusammen mit vielen kleinen vorgelagerten Inseln zur Provinz New Ireland mit der Hauptstadt Kavieng im Norden der Hauptinsel. Ihr Name in der papuanischen Verkehrssprache Tok Pisin lautet Niu Ailan.

## Geographie
Neuirland liegt am östlichen Rand des Bismarckarchipels, 5 Grad südlich des Äquators, zwischen dem 149. und 154. Grad östlicher Länge. Die Insel erstreckt sich in nordwestlich-südöstlicher Richtung über 470 Kilometer und ist an ihrer engsten Stelle nur 10 Kilometer breit. An ihre Ostseite grenzt der Pazifik, an ihre Westseite im Norden die Bismarcksee und im Süden der Saint George’s Channel, der die Insel von der westlich benachbarten Insel Neubritannien sowie den vorgelagerten Duke-of-York-Inseln trennt.
Das Relief Neuirlands ist gebirgig; die höchste Erhebung bildet der Mount Taron mit 2379 m. ü. M. im südlichen Hans-Meyer-Gebirge. Den Nordteil der Insel durchzieht mittig das Schleinitz-Gebirge. Den nördlichsten Punkt Neuirlands bildet das so genannte Nordkap, den südlichsten das Kap St. Georg.

## Kultur

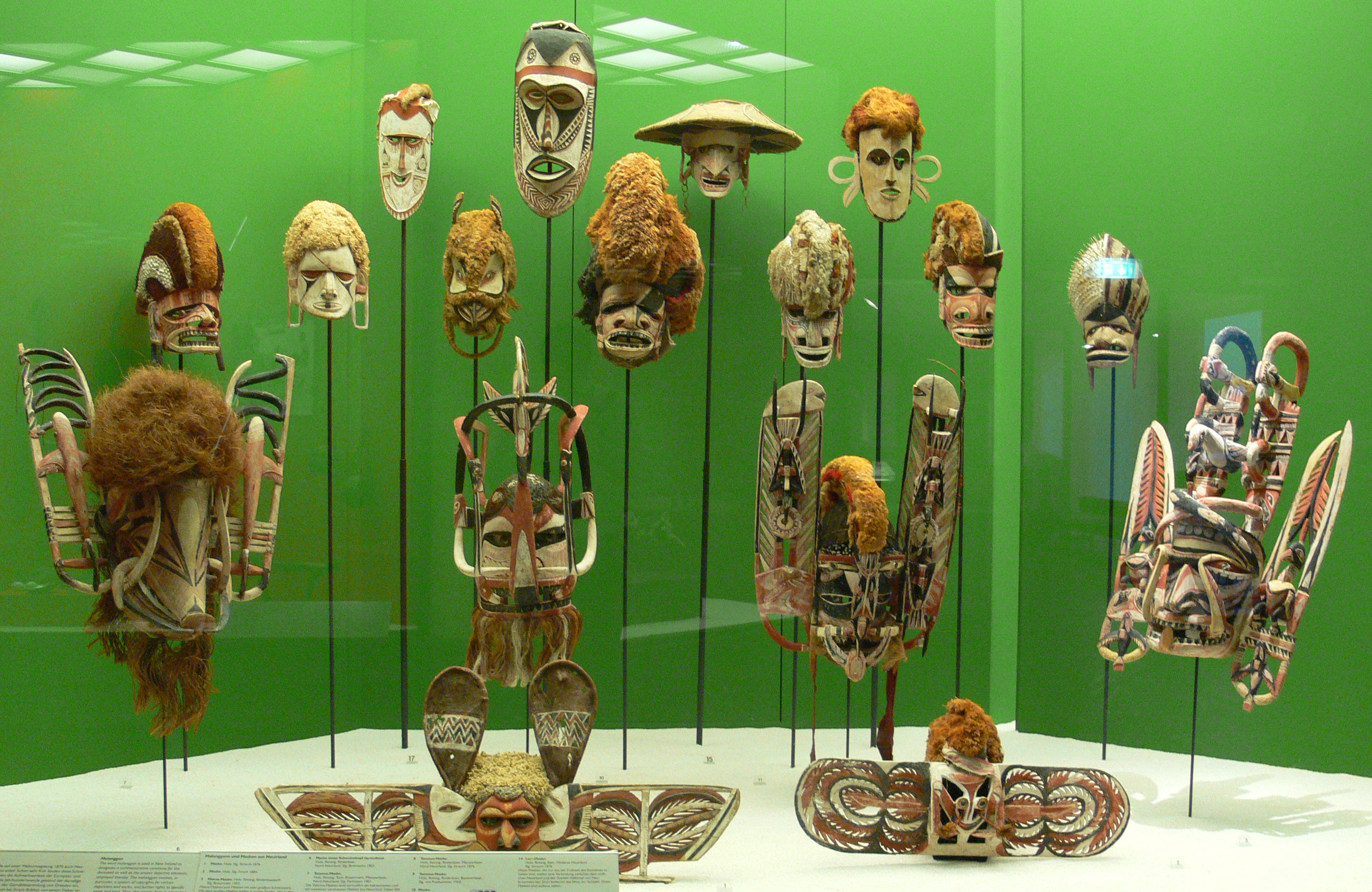
Malanggan-Masken aus Neuirland (Ethnologisches Museum Berlin)

Schnitzwerke aus Neuirland waren schon im 19. Jahrhundert in Europa bekannt, bevor europäische Künstler die Arbeiten außereuropäischer Kunst für sich entdeckten. 1907 sandte das Berliner Königliche Museum für Völkerkunde eine Expedition aus, um den mythologischen und sprachlichen Hintergrund dieser Kunstwerke zu erforschen.
Malanggan (auch Malagan) ist ein umfangreicher Ritenkomplex, zu welchem durchbrochen geschnitzte und mehrfarbige stehende Holzfiguren, Reliefbretter, Tanzmasken und Kopfaufsätze mit komplexen Arrangements von Menschen-, Tier- und Pflanzenfiguren (oft mit angesetzten Ohrflügeln) sowie das Reibholz Lounuat gehören. Neben sakralen Tänzen gibt es zahlreiche theaterähnliche Pantomimen, die teils Bezug auf mythische Erzählungen, historische oder aktuelle Ereignisse nehmen, Initiationsrituale, Begräbnisrituale, bei denen die Träger der Masken die Besitztümer der Verstorbenen symbolisch in Besitz nehmen und den Lebenden übergeben, ferner Reinigungsrituale und Tänze zur Aufhebung von Tabus. Diese geheimbündischen Rituale finden oft in der Nähe der Friedhöfe statt. Die Malanggan-Masken unterliegen einem strikten Urheberschutz und dürfen nur an bestimmte Personen in mütterlicher Linie (vom Mutterbruder an den Schwestersohn) weitergegeben werden. Form, Farben und Materialien (z. B. Augen aus Schneckenhäusern) haben symbolische Bedeutungen, die jedoch kaum öffentlich preisgegeben werden. Die Schnitzwerke werden als lebendig angesehen und verfielen nach der zeremoniellen Verwendung rasch bzw. wurden zerstört; ihr Ende im Wald oder in europäischen Museen gilt als ihr Tod.
Die oft aus Rindenbast hergestellten, weiß grundierten Kipang-Masken stellen kleine, behaarte, weniger gefährliche humanoide Buschgeister dar und dienen der Unterhaltung oder der Einstimmung auf die Geheimrituale; der Umgang mit ihnen ist weniger restriktiv und der Künstler genießt die Freiheit, neue Formen und Stile zu entwickeln.
Ende des 19. Jahrhunderts wurden die aus härterem Holz geschnitzten Uli-Figuren mit prallen Brüsten und großen Penissen in der Mitte der Insel entdeckt, die der Erinnerung an Verstorbene oder der Verkörperung von Totenseelen dienten und unter Mitwirkung von Schamanen hergestellt wurden. Der Aspekt der Doppelgeschlechtlichkeit verweist auf die nährende Funktion und kriegerische Kraft der großen Clan-Anführer. Der Umgang mit den Toten war nicht einheitlich: Je nach Region, Alter und Status verbrannte man den Leichnam, bestattete ihn oder übergab ihn dem Meer. Die Gebeine prominenter Anführer wurden oft nach einem Jahr exhumiert, der Schädel wurde gewaschen, bemalt oder übermodelliert. Im Anschluss an die Uli-Feiern wurde der Schädel oft wieder verbrannt oder ein zweites Mal bestattet; teils schmückte er die Dächer der Männerhäuser, die den jeweiligen Clans mit ihren Landrechten gehörten.
Die deutschen expressionistischen Maler zeigten sich von diesen Kunstwerken fasziniert. Missionare, Wissenschaftler und Künstler wie Emil Nolde sammelten solche Masken und Figuren. Heute sind etwa 200.000 Schnitzwerke aus Neuirland auf über 200 Museen verteilt.

## Sprachen
Auf Neuirland werden 19 Sprachen gesprochen; alle bis auf die isolierte Sprache Kuot sind austronesische Sprachen und miteinander verwandt.

## Geschichte
Früheste menschliche Spuren reichen über 30.000 Jahre zurück.

### Europäische Entdeckung und erste Kontakte
Von europäischer Seite wurde Neuirland erstmals im 16. Jahrhundert von dem Spanier Pedro Fernández de Quirós gesichtet und 1616 von den niederländischen Seefahrern Jakob Le Maire und Willem Schouten wiederentdeckt. Im August 1767 erkannte Philipp Carteret, dass es sich bei dem Eiland um eine selbständige Insel handelte, die nicht mit Neubritannien und Neuhannover durch Landmassen verbunden war, wie man europäischerseits bis dahin angenommen hatte. Carteret gab Neuirland den Namen „Nova Hibernia“, der später im Englischen und Deutschen zu analogen Namensbildungen führte.
In der Frühzeit europäischer Kontakte war der im Süden gelegene Carterethafen wegen seiner Süßwasservorkommen ein beliebter Anlaufpunkt für spanische und niederländische Handelsschiffe. Nach Gründung der britischen Strafgefangenenkolonie Neusüdwales in Australien (1788) gewann er für englische Schiffe an Bedeutung, da der Südzipfel Neuirlands an der sogenannten „inneren Route“ von Sydney nach Hongkong lag. Ab 1830 wurde entlang des St.-Georgs-Kanals auch vermehrt Tauschhandel von US-amerikanischen Walfangschiffen getrieben; und um 1840 siedelte erstmals eine Gruppe von achtzehn Europäern, Deserteuren aus Sydney, im westlich des Kap St. Georg gelegenen Port Praslin. Von passierenden Handelsschiffen waren zuvor schon Europäer gemeldet worden, die als Einzelne bei Einheimischen in Stranddörfern lebten.
Die Europäer bekamen frühzeitig Einblicke in kannibalistische Praktiken der einheimischen Bevölkerung. So berichtet Missionar George Brown von der Wesleyanischen Mission, dass er 1875 bei seinen ersten zaghaften Bekehrungsversuchen dahingehende Erfahrungen sammelte. Er sah nicht nur umherliegende Knochen von Menschen, vielmehr berichteten Einheimische unumwunden, dass Menschenfleisch verzehrt würde. Anlässlich eines späteren Besuchs überzeugte sich die Mission hiervon dann selbst. Gegen 1900 ließ sich feststellen, dass sogar aus indigener Sicht fortgeschrittene Abkehr vom Kannibalismus zu verzeichnen war.

Marquis-de-Rays-Kolonie in Likiliki, 1880. Tableau in der Sydney Mail vom 30. Oktober d. J., nach einer Fotografie des Rev. G. Brown

Nach der Forschungsreise der Korvette Gazelle 1875 entstanden die ersten wissenschaftlichen Veröffentlichungen über Neuirland. Einen verstärkten Zuzug von Europäern verzeichnete die Insel ab dem Januar 1880 wegen des Kolonialprojekts Charles Bonaventure du Breils, Marquis de Rays, der nach einem diplomatischen Misserfolg, an der Westküste Australiens einen eigenen Staat zu gründen, den Süden Neuirlands für ein „freies Neufrankreich in der Südsee“ ausgewählt hatte (La Nouvelle France, Colonie Libre du Port Breton, nicht zu verwechseln mit dem französischen Staatsgebiet La Nouvelle-France in Nordamerika). Bis zum Januar 1882 kamen auf insgesamt vier Auswandererschiffen schätzungsweise 500 Siedler französischer, italienischer, deutscher und griechischer Abstammung nach Neuirland, die nach vergeblichen Rodungs- und Ackerbauversuchen in Port Praslin, Likiliki, Irish Cove, Port Breton und Bay Marie entweder nach Nouméa (Neukaledonien) bzw. Sydney (Australien) weiterzogen, oder von den auf Neubritannien und den Duke-of-York-Inseln ansässigen Handelsfirmen angestellt wurden.
Der spätere Hamburger Kaufmann Eduard Hernsheim erkundete im Februar 1880 die Steffenstraße im Norden der Insel, vermaß erstmals den Naturhafen beim Nordkap und gründete auf dem vorgelagerten Hafeneiland Nusa und im Dorf Pakail (heute Kavieng) Stationen für seine Firma Hernsheim & Co. Bis 1881 folgten durch Hernsheims Agenten Friedrich Schulle weitere Stationsgründungen an der neuirischen Ostküste: in Kablaman, Butbut, Navangai, Lamerotte, Lagumbanje, Lauaru und Kapsu. Zugleich wurde ein „Arbeiterverkehr“ zur Hauptniederlassung auf Matupi eingerichtet (Blanchebucht, Neubritannien), wo junge Neuirländer während einer dreimonatigen Lehrzeit in die Kopra-Produktion eingewiesen wurden.
1882/83 wurden diese von Hernsheim & Co etablierten, friedlichen Beziehungen von anderen Handelskapitänen ausgenutzt, um unter Vorspiegelung eines nächsten Arbeitsaufenthaltes auf Matupi rund 1300 Neuirländer als Hilfskräfte für Kokos- und Zuckerrohrplantagen nach Queensland (Australien), Fidschi und Samoa zu verschleppen. Nach Protesten des britischen Kommissars H.H. Romilly und Eduard Hernsheims folgte englischerseits im März 1884 und deutscherseits im März 1886 ein Verbot dieser Entführungen, des „Blackbirdings“ oder „Schwarzdrosselns“. Das deutsche Gesetz war allerdings auf den Norden Neuirlands beschränkt und wurde auf Betreiben der Neuguinea-Kompagnie im September 1887 wieder aufgehoben.

### Deutsche Kolonialherrschaft (1885–1914)

Einwohner zur deutschen Kolonialzeit um 1910

Nach deutschen Flaggenhissungen auf Nusa und in Kapsu (beide 12. November 1884) war Neuirland unter dem Namen „Neu-Mecklenburg“ von 1885 bis 1899 Teil des Schutzgebiets der Neuguinea-Kompagnie, von 1899 bis 1918 Teil des kaiserlich-deutschen Schutzgebiets Deutsch-Neuguinea. Zur Versorgung der Pflanzungen im Nordteil der Insel wurde ab etwa 1900 auf Initiative des Bezirksvorstehers Boluminski an der Nordküste eine Straße angelegt, die heute die Orte Samo, Namatanai, Kanam, Malom, Logia und Mangai mit der Provinzhauptstadt Kavieng verbindet (seit 1975 „Boluminski-Highway“). Zum Bau wurden u. a. verurteilte Kannibalen eingesetzt. Mit Unterstützung der indigenen Oberschicht gelang es, einheimische Arbeitskräfte zum Aufbau einer Infrastruktur zu gewinnen, Versuchspflanzungen einzurichten, intensive Feldwirtschaft zu betreiben und den Nusa-Hafen zum Anlaufhafen für Kavieng zu entwickeln. 1907–1909 erforschte eine deutsche Marineexpedition die Insel, 1908 durchquerte die Sapper-Friederici-Expedition das mittlere Neuirland.

### Erster Weltkrieg und australische Mandatsverwaltung (1914–1975)
Im September 1914 kapitulierten die wenigen Soldaten des Schutzgebietes Deutsch-Neuguinea. Die deutschen Pflanzer, Missionare und Verwaltungsbeamten blieben vorerst unbehelligt, wurden aber nach 1921 ausgewiesen. Die australische Militäradministration ließ in den 1930er Jahren verstärkte Feldforschung durchführen, die von Hortense Powdermaker und William Groves geleitet wurden.
Im Zweiten Weltkrieg wurde Neuirland im Januar 1942 von der japanischen Armee besetzt. Die Kapitulationszeremonie der Japaner auf Neuirland wurde am 18. September 1945 an Bord der Sloop HMAS Swan abgehalten.

### Unabhängigkeit und jüngste Geschichte (seit 1975)
Die australische Verwaltung endete 1975 mit der Unabhängigkeit des heutigen Staates Papua-Neuguinea.